# Las Vegas' Grand Prix 2024
Las Vegas' Grand Prix 2024 (officielt navn: Formula 1 Heineken Silver Las Vegas Grand Prix 2024) var et Formel 1-løb, som blev kørt den 23. november 2024 på Las Vegas Strip Circuit i Las Vegas, Nevada, USA. Det var det toogtyvende løb i Formel 1-sæsonen 2024.
Resultat af ræset betød, at Max Verstappen sikrede sig kørermesterskabet i sæsonen, da hans forespring over den sidste kører som kunne have indhentet ham, Lando Norris, hermed blev så stort, at han ikke længere kunne blive hentet. Ræset blev dog vundet af George Russell foran sin holdkammerat Lewis Hamilton, da Mercedes sikrede sin første 1-2 placering siden São Paulos Grand Prix 2022.

## Kvalifikation
| Pos.               | Nr. | Kører            | Konstruktør                  | Del 1    | Del 2    | Del 3    | Grid |
| ------------------ | --- | ---------------- | ---------------------------- | -------- | -------- | -------- | ---- |
| 1                  | 63  | George Russell   | Mercedes                     | 1.33,186 | 1.32,779 | 1.32,312 | 1    |
| 2                  | 55  | Carlos Sainz Jr. | Ferrari                      | 1.33,484 | 1.32,711 | 1.32,410 | 2    |
| 3                  | 10  | Pierre Gasly     | Alpine-Renault               | 1.33,691 | 1.32,879 | 1.32,664 | 3    |
| 4                  | 16  | Charles Leclerc  | Ferrari                      | 1.33,446 | 1.33,016 | 1.32,783 | 4    |
| 5                  | 1   | Max Verstappen   | Red Bull Racing-Honda RBPT   | 1.33,299 | 1.33,085 | 1.32,797 | 5    |
| 6                  | 4   | Lando Norris     | McLaren-Mercedes             | 1.33,592 | 1.33,099 | 1.33,008 | 6    |
| 7                  | 22  | Yuki Tsunoda     | RB-Honda RBPT                | 1.33,789 | 1.33,089 | 1.33,029 | 7    |
| 8                  | 81  | Oscar Piastri    | McLaren-Mercedes             | 1.33,450 | 1.33,024 | 1.33,033 | 8    |
| 9                  | 27  | Nico Hülkenberg  | Haas-Ferrari                 | 1.33,920 | 1.33,114 | 1.33,062 | 9    |
| 10                 | 44  | Lewis Hamilton   | Mercedes                     | 1.33,225 | 1.32,567 | 1.48,106 | 10   |
| 11                 | 31  | Esteban Ocon     | Alpine-Renault               | 1.33,968 | 1.33,221 | N/A      | 11   |
| 12                 | 20  | Kevin Magnussen  | Haas-Ferrari                 | 1.33,991 | 1.33,297 | N/A      | 12   |
| 13                 | 24  | Zhou Guanyu      | Kick Sauber-Ferrari          | 1.34,079 | 1.33,566 | N/A      | 13   |
| 14                 | 43  | Franco Colapinto | Williams-Mercedes            | 1.33,746 | 1.33,749 | N/A      | PL1  |
| 15                 | 30  | Liam Lawson      | RB-Honda RBPT                | 1.34,087 | 1.34,257 | N/A      | 14   |
| 16                 | 11  | Sergio Pérez     | Red Bull Racing-Honda RBPT   | 1.34,155 | N/A      | N/A      | 15   |
| 17                 | 14  | Fernando Alonso  | Aston Martin Aramco-Mercedes | 1.34,258 | N/A      | N/A      | 16   |
| 18                 | 23  | Alexander Albon  | Williams-Mercedes            | 1.34,425 | N/A      | N/A      | 17   |
| 19                 | 77  | Valtteri Bottas  | Kick Sauber-Ferrari          | 1.34,430 | N/A      | N/A      | 192  |
| 20                 | 18  | Lance Stroll     | Aston Martin Aramco-Mercedes | 1.34,484 | N/A      | N/A      | 18   |
| 107%-tid: 1.39,709 |     |                  |                              |          |          |          |      |
| Kilde:             |     |                  |                              |          |          |          |      |

Noter:
↑1 - Franco Colapinto måtte starte fra pit lane efter at have lavet ændringer på hans bil under parc fermé.
↑2 - Valtteri Bottas blev givet en 5-plads straf for at skifte dele af sin motor.

## Resultat
| Pos.                                                            | Nr. | Kører            | Konstruktør                  | Omgange | Tid/Udgået  | Startpos. | Point |
| --------------------------------------------------------------- | --- | ---------------- | ---------------------------- | ------- | ----------- | --------- | ----- |
| 1                                                               | 63  | George Russell   | Mercedes                     | 50      | 1:22.05,969 | 1         | 25    |
| 2                                                               | 44  | Lewis Hamilton   | Mercedes                     | 50      | +7,313      | 10        | 18    |
| 3                                                               | 55  | Carlos Sainz Jr. | Ferrari                      | 50      | +11,906     | 2         | 15    |
| 4                                                               | 16  | Charles Leclerc  | Ferrari                      | 50      | +14,283     | 4         | 12    |
| 5                                                               | 1   | Max Verstappen   | Red Bull Racing-Honda RBPT   | 50      | +16,582     | 5         | 10    |
| 6                                                               | 4   | Lando Norris     | McLaren-Mercedes             | 50      | +43,385     | 6         | 91    |
| 7                                                               | 81  | Oscar Piastri    | McLaren-Mercedes             | 50      | +51,365     | 8         | 6     |
| 8                                                               | 27  | Nico Hülkenberg  | Haas-Ferrari                 | 50      | +59,808     | 9         | 4     |
| 9                                                               | 22  | Yuki Tsunoda     | RB-Honda RBPT                | 50      | +1.02,808   | 7         | 2     |
| 10                                                              | 11  | Sergio Pérez     | Red Bull Racing-Honda RBPT   | 50      | +1.03,114   | 15        | 1     |
| 11                                                              | 14  | Fernando Alonso  | Aston Martin Aramco-Mercedes | 50      | +1.09,195   | 16        |       |
| 12                                                              | 20  | Kevin Magnussen  | Haas-Ferrari                 | 50      | +1.09,803   | 12        |       |
| 13                                                              | 24  | Zhou Guanyu      | Kick Sauber-Ferrari          | 50      | +1.14,085   | 13        |       |
| 14                                                              | 43  | Franco Colapinto | Williams-Mercedes            | 50      | +1.15,172   | PL        |       |
| 15                                                              | 18  | Lance Stroll     | Aston Martin Aramco-Mercedes | 50      | +1.24,102   | 18        |       |
| 16                                                              | 30  | Liam Lawson      | RB-Honda RBPT                | 50      | +1.31,005   | 14        |       |
| 17                                                              | 31  | Esteban Ocon     | Alpine-Renault               | 49      | +1 omgang   | 11        |       |
| 18                                                              | 77  | Valtteri Bottas  | Kick Sauber-Ferrari          | 49      | +1 omgang   | 19        |       |
| Ret                                                             | 23  | Alexander Albon  | Williams-Mercedes            | 25      | Køler       | 17        |       |
| Ret                                                             | 10  | Pierre Gasly     | Alpine-Renault               | 15      | Motor       | 3         |       |
| Hurtigste omgang: Lando Norris (McLaren) - 1.34,876 (omgang 50) |     |                  |                              |         |             |           |       |
| Kilde:                                                          |     |                  |                              |         |             |           |       |

Noter:
↑1 - Inkluderer point for hurtigste omgang.

## Stilling i mesterskaberne efter løbet
| Pos. | Kører            | Point |
| ---- | ---------------- | ----- |
| 1    | Max Verstappen   | 403   |
| 2    | Lando Norris     | 340   |
| 3    | Charles Leclerc  | 319   |
| 4    | Oscar Piastri    | 268   |
| 5    | Carlos Sainz Jr. | 259   |

| Pos. | Konstruktør           | Point |
| ---- | --------------------- | ----- |
| 1    | McLaren-Mercedes      | 608   |
| 2    | Ferrari               | 584   |
| 3    | Red Bull-Honda RBPT   | 555   |
| 4    | Mercedes              | 425   |
| 5    | Aston Martin-Mercedes | 86    |